# Voilemont
Voilemont é uma comuna francesa na região administrativa do Grande Leste, no departamento de Marne. Estende-se por uma área de 5.81 km², e possui 45 habitantes, segundo o censo de 2018, com uma densidade de 7.7 hab/km².